# Kicki-böckerna
Kicki-böckerna är en serie böcker om flickan Amelia Jane av Enid Blyton. 
Blyton skrev tre originalromaner i serien mellan 1940 och 1945. Den fjärde boken som publicerades 1997 var ursprungligen en serie kortare berättelser i Sunny Stories och användes sedan 1952 i en av Enid Blytons Omnibus utgåvor och gavs ut på nytt 1997 som Here's the Naughtiest Girl.

## Böcker i bokserien
- The Naughtiest Girl in the School (1940) engelska originalet, Kicki gör uppror svensk översättning av Ragnhild Hallén (1956).
- The Naughtiest Girl Again (!942) engelska originalet, Kicki ger sig inte  svensk översättning av Ragnhild Hallén (1957).

- The Naughtiest Girl is a Monitor (1945) engelska originalet, Kicki vet vad hon vill svensk översättning av Ragnhild Hallén (1957).[1]
- Here's the Naughtiest Girl! (1952/1997) engelska originalet, ej översatt till svenska.

### Anne Digbys fortsättningsserie
1999 och 2000,skrev Anne Digby sex fortsättningsböcker i serien
- The Naughtiest Girl Keeps a Secret (1999)
- The Naughtiest Girl Helps a Friend (1999)
- The Naughtiest Girl Saves the Day (1999)
- Well Done, the Naughtiest Girl! (1999)
- The Naughtiest Girl Wants to Win (2000)
- The Naughtiest Girl Marches On (2000)[2]